# Kotoamatsukami
Kotoamatsukami (別天津神?   "los dioses del cielo") es el nombre general de los primeros dioses de la mitología japonesa, escrito en la historia de Kojiki.  

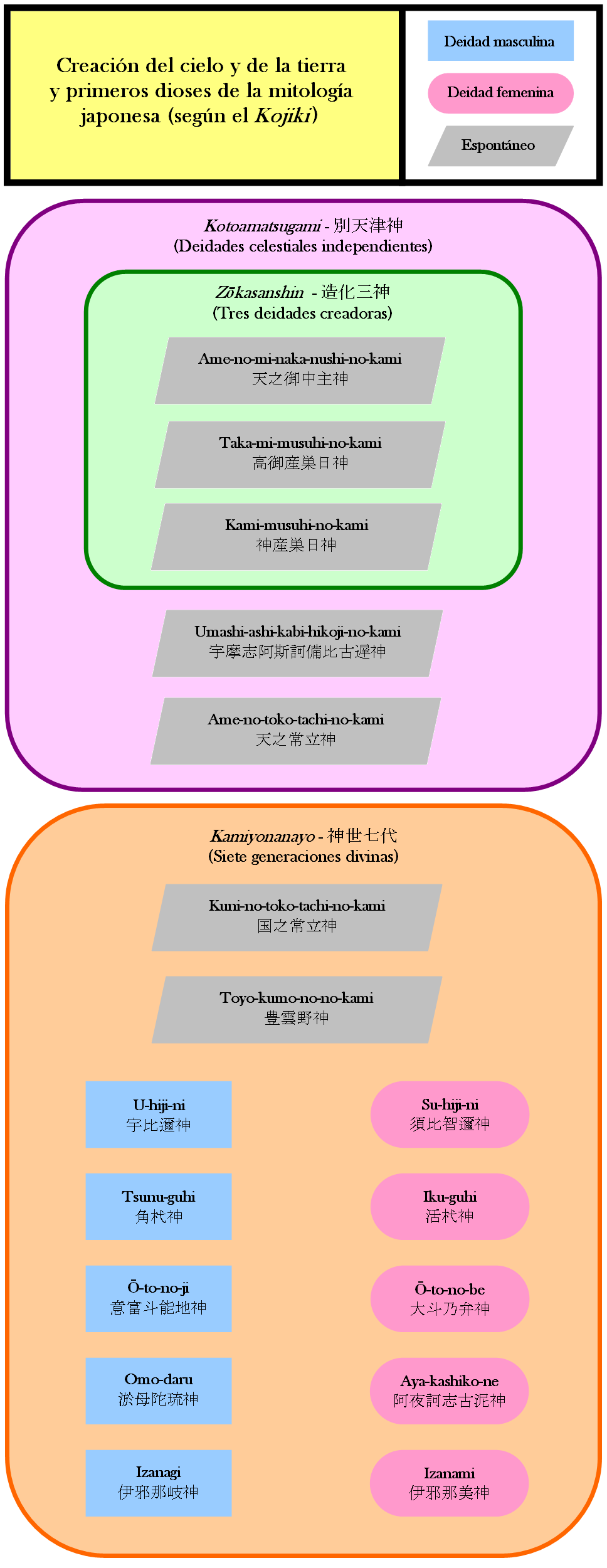
Árbol genealógico de los dioses mitológicos primarios sintoístas según el Kojiki.

Cuando los 3 dioses descienden desde Takamagahara (el cielo shinto),  Ame-no-minaka-nushi-no-kami (天之御中主神), Takami-musubi-no-kami (高御産巣日神), Kami-musumi-no-kami (神産巣日神), que descienden primero, y los dos dioses que descienden después (Umashi-ashikabi-hikoji-no-kami (宇摩志阿斯訶備比古遅神) y Ame-no-tokotachi-no-kami (天之常立神)) crean el universo japonés y el mundo.